# Hraniční přechod Roš ha-nikra
Hraniční přechod Roš ha-nikra (hebrejsky מעבר ראש הנקרה‎, Ma'avar Roš ha-nikra, arabsky معبر رأس الناقورة‎) je hraniční přechod mezi libanonským městem Nakúra a izraelským městem Kfar Roš ha-Nikra. Terminál provozují výhradně prozatímní jednotky OSN v Libanonu a Izraelské obranné síly. Slouží především k průchodu agentur OSN. Jedná se o jediný hraniční přechod mezi Izraelem a Libanonem.

## Poloha
Hraniční přechod se nachází na západním okraji horského hřbetu Reches ha-Sulam, na útesech Roš ha-nikra.

## Historie
Až do vypuknutí libanonské občanské války měli libanonští občané povolen vstup do Izraele přes přechod Roš ha-nikra za účelem rodinných návštěv a poutí.
V roce 2007 došlo na tomto přechodu k výměně těl, kdy Izrael obdržel tělo Gavri'ela Devita, Izraelce, který se utopil a jehož tělo bylo odplaveno do Libanonu.
V červenci 2008 se na přechodu uskutečnila dohoda o výměně vězňů mezi Izraelem a Hizballáhem. V rámci dohody byla Izraeli vrácena těla dvou vojáků, jejichž únos způsobil vypuknutí druhé libanonské války – Eldada Regeva a Ehuda Goldwassera – a ostatky padlých vojáků Izraelských obranných sil z této války. Na oplátku bylo Hizballáhu předáno pět libanonských vězňů, včetně Samira Kuntara, a 199 těl Libanonců a Palestinců, včetně teroristů a bojovníků Hizballáhu.

## Doprava
Z hraničního přechodu odbočuje dálnice č. 4 jižním směrem ke kibucu Kfar Roš ha-Nikra. Na libanonské straně vede silnice severovýchodním směrem do města Nakúra

## Galerie

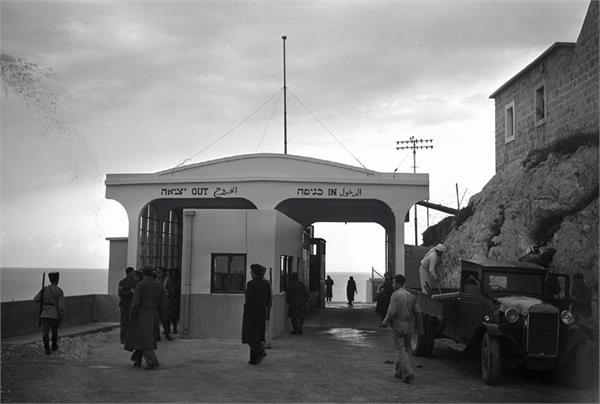
Hraniční přechod (1939)
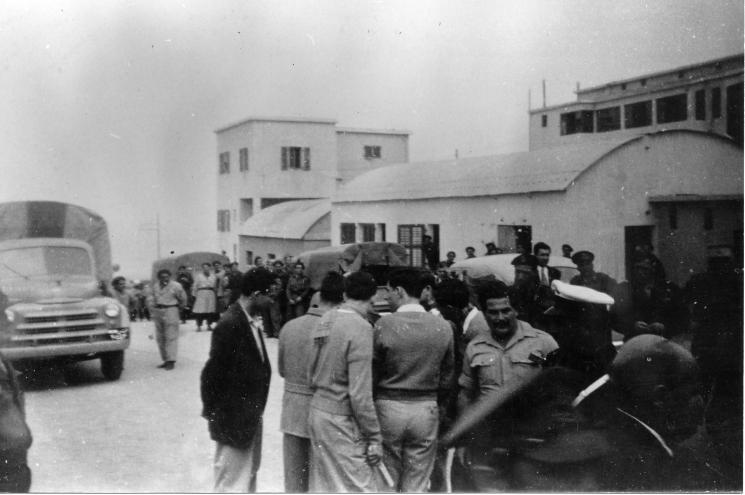
Propouštění vojáků Izraelských obranných sil z Libanonu (1949)
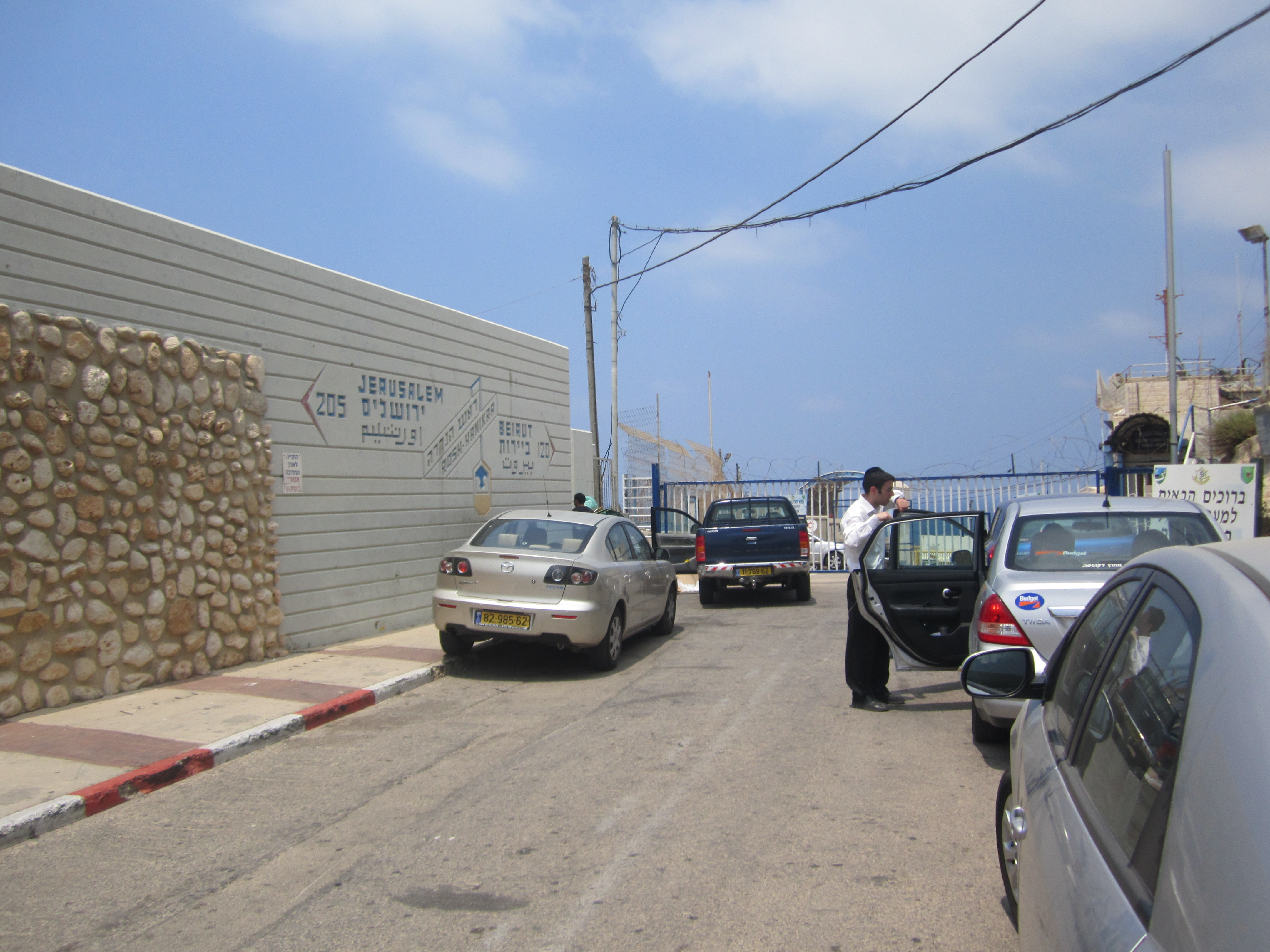
Vozidla na izraelské straně přechodu